# 奕純
奕純（1767年—1816年），愛新覺羅氏，固山貝子綿德独子，母继福晋伊尔根觉罗氏。

## 生平
乾隆三十二年八月十六日生，四十四年十一月封三等辅国将军，四十九年九月赏封镇国公品级，五十一年十一月袭固山贝子，嘉庆廿一年丙子三月初一日申时溘逝，年五十岁。

## 家庭

### 妻妾
- 嫡福晋伊尔根觉罗氏，总督萨载弟御史萨欣之女，误记欣萨、锡萨之女[2]。
- 妾赵氏，护军校尉庆之女。
- 妾瓜尔佳氏。

### 子
- 奉恩镇国公載錫（1784-1821）奕純長子。乾隆四十九年生。嘉庆四年封三等镇国将军。十四年晋不入八分辅国公。1816年袭贝子。道光元年去世，年三十八岁。
- 三等辅国将军載銘（1795-1840）奕純三子。乾隆六十年生。道光二十年（1840）去世，年四十六，嫡妻尚书达椿之女乌苏氏。第三子溥咸袭爵，其独子毓厚娶和珅嗣曾孙女鈕祜祿氏为嫡妻，即丰绅殷德和固伦和孝公主嗣子散佚大臣福恩之女；第五子溥煦。